# Pol Quentin
Pol Quentin est un auteur, traducteur et adaptateur de théâtre né le 20 avril 1916 à Paris et mort le 30 août 2011 à Neuilly-sur-Seine.

## Théâtre
Auteur
- 1951 : La liberté est un dimanche, mise en scène René Clermont, théâtre de la Comédie, Théâtre royal du Parc, théâtre Hébertot
- 1957 : Un français à Moscou, mise en scène Jacques Charon, théâtre de la Renaissance
- 1961 : Football avec Georges Bellak, mise en scène Michel Fagadau, théâtre de la Gaîté-Montparnasse
- 1964 : Tim, mise en scène Jacques-Henri Duval, théâtre Édouard-VII

Adaptation
- 1953 : L'Homme au parapluie de William Dinner et William Morum, mise en scène Georges Vanderic, théâtre Charles-de-Rochefort
- 1956 : Ce Fou de Platonov d'Anton Tchekhov, mise en scène Jean Vilar, TNP
- 1957 : Le Château de Franz Kafka, mise en scène Jean-Louis Barrault, théâtre Sarah-Bernhardt
- 1957 : Trois Souris aveugles d’Agatha Christie, adaptation avec Pierre Brive, mise en scène Christian-Gérard, théâtre de la Renaissance
- 1959 : Long voyage vers la nuit d'Eugene O'Neill, mise en scène Marcelle Tassencourt, théâtre Hébertot
- 1960 : Sammy d'après Ken Hughes, mise en scène Jean Dejoux, théâtre Charles-de-Rochefort
- 1960 : Constance de William Somerset Maugham, mise en scène Michel Vitold, théâtre Sarah-Bernhardt
- 1961 : Lawrence d'Arabie de Terence Rattigan, mise en scène Michel Vitold, théâtre Sarah-Bernhardt
- 1961 : L'Homme au parapluie D'après l’œuvre de William Dinner et William Morum, théâtre des Célestins[2].
- 1963 : Thomas More ou l'Homme seul de Robert Bolt, mise en scène Jean Vilar, Festival d'Avignon, TNP Théâtre de Chaillot
- 1963 : Le Fil rouge d'Henry Denker, mise en scène Raymond Rouleau, théâtre du Gymnase
- 1964 : Luther de John Osborne, mise en scène Georges Wilson, Festival d'Avignon
- 1964 : Caroline de Somerset Maugham, mise en scène Michel Vitold, théâtre Montparnasse
- 1965 : Giliane ou Comme un oiseau de Ronald Millar et Nigel Balchin, mise en scène Sacha Pitoëff, théâtre Antoine
- 1968 : Thomas More ou l'homme seul de Robert Bolt, mise en scène William Jacques, théâtre des Célestins
- 1969 : Ce fou de Platonov d'Anton Tchekhov, mise en scène Bernard Jenny, théâtre du Vieux-Colombier
- 1969 : Un poète en Amérique de Sidney Michael d'après John Malcolm Brinnin (Dylan Thomas in America) et Caitlin Thomas (Leftever Life to Kill) , mise en scène Daniel Ivernel, théâtre Montansier
- 1975 : Au théâtre ce soir : Un homme d'action de William Dinner et William Morum, mise en scène Grégoire Aslan, réalisation Pierre Sabbagh, théâtre Édouard-VII
- 1977 : Le Bateau pour Lipaïa d'Alexeï Arbouzov, mise en scène Yves Bureau, Comédie des Champs-Élysées
- 1981 : Amadeus de Peter Shaffer, mise en scène Roman Polanski, théâtre Marigny
- 1983 : Un grand avocat de Henry Denker, mise en scène Robert Hossein, théâtre Mogador
- 1984 : Deux hommes dans une valise de Peter Yeldham et Donald Churchill, mise scène Jean-Luc Moreau, théâtre de la Porte-Saint-Martin
- 1985 : Comme de mal entendu de Peter Ustinov, mise en scène Michel Bertay, théâtre de la Madeleine
- 1986 : La Maison du lac d'Ernest Thompson, mise en scène Raymond Gérôme, théâtre Montparnasse
- 1986 : Témoignages sur Ballyberg de Brian Friel, mise en scène Laurent Terzieff, théâtre du Lucernaire
- 1989 : Les Meilleurs Amis de Hugh Whitemore, mise en scène James Roose-Evans, Comédie des Champs-Élysées
- 1989 : Un bon patriote ? de John Osborne, mise en scène Jean-Paul Lucet, Théâtre national de l'Odéon
- 1991 : En conduisant Miss Daisy d'Alfred Uhry, mise en scène Gérard Vergez, théâtre Antoine
- 1994 : Le Bateau pour Lipaïa d'Alexeï Arbouzov, mise en scène Jean-Claude Penchenat et Samuel Bonnafil, théâtre de la Madeleine
- 2001 : La Maison du lac d'Ernest Thompson, mise en scène Georges Wilson, théâtre de la Madeleine
- 2008 : La Maison du lac d'Ernest Thompson, adaptation avec Jean Piat et Dominique Piat, mise en scène Stéphane Hillel, théâtre de Paris
- 2008 : Equus de Peter Shaffer, mise en scène Didier Long, théâtre Marigny

## Écrits
- 1943 : La Propagande politique : une technique nouvelle, Librairie Plon, Paris